# Andy Gavin
Andy Gavin (Washington, 11 giugno 1970) è un autore di videogiochi, scrittore e imprenditore statunitense noto nel contesto videoludico per aver fondato assieme all'amico Jason Rubin l'azienda produttrice di videogiochi Naughty Dog e la serie di Uncharted.

## Istruzione
Gavin ha conseguito il Bachelor of Science in neuroscienze a Haverford College ha studiato per il dottorato al Massachusetts Institute of Technology dove ha svolto delle attività di ricerca per il Jet Propulsion Laboratory sul progetto Mars Rover Vision. 
Gavin ha imparato il linguaggio di programmazione LISP.

## Carriera
Andy Gavin e Jason Rubin hanno venduto il loro primo videogioco, Math Jam, nel 1985. Nel 1989 hanno sviluppato Keef the Thief per Electronic Arts. 
Rubin e Jason verso la fine del 2000 hanno venduto Naughty Dog a Sony Computer Entertainment (SCEA). 
Prima della cessione della società, la vendita di Math Jam (1985), Ski Crazed (1986), Dream Zone (1987), Keef the Thief (1989), Rings of Power (1991), Way of the Warrior (1994), Crash Bandicoot (1996), Crash Bandicoot 2: Cortex Strikes Back (1997), Crash Bandicoot 3: Warped (1998), Crash Team Racing (1999), Jak and Daxter: The Precursor Legacy (2001), Jak II (2003), Jak 3 (2004), e Jak X (2005) ha generato un fatturato di 1 miliardo di dollari con 35 milioni di unità vendute

## Giochi
| Titolo                                 | Rilascio | Piattaforma                                |
| -------------------------------------- | -------- | ------------------------------------------ |
| Math Jam                               | 1985     | Apple II                                   |
| Ski Crazed                             | 1986     | Apple II                                   |
| Dream Zone                             | 1987     | Commodore Amiga, Apple II                  |
| Keef the Thief                         | 1989     | Commodore Amiga, Apple II, Sega Mega Drive |
| Rings of Power                         | 1991     | Sega Mega Drive                            |
| Way of the Warrior                     | 1994     | 3DO Interactive Multiplayer                |
| Crash Bandicoot (videogioco)           | 1996     | PlayStation                                |
| Crash Bandicoot 2: Cortex Strikes Back | 1997     | PlayStation                                |
| Crash Bandicoot 3: Warped              | 1998     | PlayStation                                |
| Crash Team Racing                      | 1999     | PlayStation                                |
| Jak and Daxter: The Precursor Legacy   | 2001     | PlayStation 2                              |
| Jak II: Renegade                       | 2003     | PlayStation 2                              |
| Jak 3                                  | 2004     | PlayStation 2                              |
| Jak X                                  | 2005     | PlayStation 2                              |
| Daxter                                 | 2006     | PlayStation Portable                       |
| Uncharted: Drake's Fortune             | 2007     | PlayStation 3                              |